# Soldier of Love
| Оценки критиков      | Оценки критиков |
| Источник             | Оценка          |
| -------------------- | --------------- |
| AllMusic             | [ 2 ]           |
| Entertainment Weekly | (A)             |
| The Independent      | [ 4 ]           |
| Los Angeles Times    | [ 5 ]           |
| Pitchfork Media      | (7.0/10)        |
| PopMatters           | (8/10)          |
| Rolling Stone        | [ 8 ]           |
| Slant Magazine       | [ 9 ]           |
| USA Today            | [ 10 ]          |
| The Village Voice    | (favorable)     |

Soldier of Love (с англ. — «Солдат любви») — шестой студийный альбом британской группы Sade, выпущенный в феврале 2010 года.
Всемирный релиз альбома состоялся 8 февраля, в США альбом вышел 9 февраля 2010 года. 14 декабря 2009 года в Линкольн-центре Нью-Йорка состоялась официальная презентация и вечеринка с прослушиванием нового альбома для прессы и приглашенных гостей, на котором лично появилась Шаде Аду.

## Синглы
- Soldier of Love. Первым синглом альбома стала его заглавная песня «Soldier of Love», премьера которой состоялась 8 декабря 2009 года на официальном сайте группы и на радио[14], выпущенная на iTunes 12 января 2010 года.

В рецензии интернет-издания Urban Network Magazine отмечается, что стихи этой песни актуальны как никогда («независимо от того, боретесь ли вы с несчастьями Уолл-стрита, с безработицей, до сих пор заботитесь о своей безопасности из-за урагана Катрина, или буквально воюете за свою страну на границе, вы узнаете себя в этой песне, раненым с сердцем в руке…»), а звучание можно охарактеризовать как «техно-соул» — «совершенно поразительный и неожиданный».
Спустя всего день раскрутки на радио новый сингл «Soldier of Love» дебютировал на 49-м месте в американском чарте Billboard в категории R&B/Hip-Hop Songs. Это 16-я по счёту композиция группы, которая попала в чарты R&B/Hip-Hop Songs, начиная с первого сингла «Hang On to Your Love», попавшего в чарт в 1984 году и достигшего 14-го места. Последний раз группа попадала в чарты «Биллборда» в ноябре 2000 года с песней «By Your Side», достигшей в них 41-й строчки.
Первый сингл «Soldier of Love» вошёл в историю, дебютировав на 11-й строчке чарта Urban Hot AC, что оказалось самой высокой позицией для дебюта за последнюю декаду и третьей самой высокой позицией за всю историю этого чарта. Сингл также дебютировал на 5-м месте в чарте Smooth Jazz Airplay, сводной таблице количества проигрываний на джазовых радиостанциях, поднявшись на 1-е место и став самой первой композицией с вокалом, достигшей верхней строчке в чарте Smooth Jazz Top 20 Countdown.
Песня «Soldier of Love» принесла группе «Грэмми» в категории «Лучшее ритм-н-блюзовое исполнение дуэтом или группой».
- Babyfather. Вторым синглом с альбома стала песня «Babyfather»[21]. Песня номинировалась на премию «Грэмми» в категории «Лучшее вокальное поп-исполнение дуэтом или группой»[20].

## Коммерческий успех
Soldier of Love дебютировал на четвёртой строчке британского хит-парад UK Albums Chart с тиражом 42 997 копий в первую неделю. В Великобритании к маю 2011 года было продано 116 672 копий, а 22 июля 2013 года он был сертифицирован British Phonographic Industry (BPI) в золотом статусе. Альбом дебютировал на первом месте американского хит-парад Billboard 200 с тиражом 502 000 копий в первую неделю релиза, став для Sade первым дебютом на вершине и вторым чарттоппером в сумме (после Promise 1986 года), также как и неделя продаж стала лучшей среди всех групп со времён выхода диска Black Ice группы AC/DC, который в ноябре 2008 года поднялся на первое место в чарте Billboard 200 с тиражом 784 000 копий. Он оставался на вершине чарта три недели подряд с тиражом 190 000 копий в его вторую неделю лидерства и 127 000 копий в третью. Альбом был сертифицирован в платиновом статусе ассоциацией Recording Industry Association of America (RIAA) спустя один месяц после релиза (15 марта 2010) и к апрелю 2011 года его тираж превысил 1,3 млн копий в США.

## Список композиций
Альбом включает в себя десять композиций, написанных участниками группы.
Все тексты написаны Шаде Аду.
| №                   | Название               | Музыка                                 | Длительность |
| ------------------- | ---------------------- | -------------------------------------- | ------------ |
| 1.                  | «The Moon and the Sky» | Аду Стюарт Мэтьюмен Эндрю Хэйл         | 4:28         |
| 2.                  | «Soldier of Love»      | Аду Мэтьюмен Хэйл Пол Денмен           | 5:59         |
| 3.                  | «Morning Bird»         | Аду Мэтьюмен Хэйл                      | 3:55         |
| 4.                  | «Babyfather»           | Аду Мэтьюмен Хуан Джейнс Эндрю Николлс | 4:40         |
| 5.                  | «Long Hard Road»       | Аду Джейнс Николлс                     | 3:03         |
| 6.                  | «Be That Easy»         | Аду Мэтьюмен                           | 3:41         |
| 7.                  | «Bring Me Home»        | Аду Мэтьюмен Хэйл                      | 4:09         |
| 8.                  | «In Another Time»      | Аду Мэтьюмен Хэйл                      | 5:06         |
| 9.                  | «Skin»                 | Аду Мэтьюмен Хэйл Денмен               | 4:13         |
| 10.                 | «The Safest Place»     | Аду Хэйл                               | 2:46         |
| Общая длительность: | Общая длительность:    | Общая длительность:                    | 41:58        |

## Чарты

### Еженедельные чарты
| Чарт (2010)                               | Высшая позиция |
| ----------------------------------------- | -------------- |
| Австралия (ARIA)                          | 4              |
| Австрия (Ö3 Austria)                      | 2              |
| Бельгия/Фландрия (Ultratop)               | 5              |
| Бельгия/Валлония (Ultratop)               | 1              |
| Бразилия (ABPD)                           | 7              |
| Канада (Canadian Albums Chart)            | 1              |
| Хорватия (HDU)                            | 1              |
| Чехия (ČNS IFPI)                          | 1              |
| Дания (Hitlisten)                         | 4              |
| Нидерланды (Album Top 100)                | 2              |
| European Albums (Billboard)               | 1              |
| Финляндия (Suomen virallinen lista)       | 9              |
| Франция (SNEP)                            | 1              |
| Германия (Offizielle Top 100)             | 2              |
| Греция (Greek International Albums, IFPI) | 1              |
| Венгрия (MAHASZ)                          | 1              |
| Ирландия (IRMA)                           | 12             |
| Италия (Classifica album)                 | 1              |
| Япония (Oricon)                           | 13             |
| Мексика (Top 100 Mexico)                  | 35             |
| Новая Зеландия (RMNZ)                     | 3              |
| Норвегия (VG-lista)                       | 7              |
| Польша (ZPAV)                             | 1              |
| Португалия (AFP)                          | 1              |
| Россия (2M)                               | 3              |
| Шотландия (Scottish Albums Chart)         | 10             |
| Южная Африка (RISA)                       | 4              |
| Южная Корея (Gaon)                        | 15             |
| Испания (PROMUSICAE)                      | 1              |
| Швеция (Sverigetopplistan)                | 1              |
| Швейцария (Schweizer Hitparade)           | 1              |
| Великобритания (UK Albums Chart)          | 4              |
| США (Billboard 200)                       | 1              |
| США (Billboard Top R&B/Hip-Hop Albums)    | 1              |

## Сертификации
| Регион | Сертификация  | Продажи   |
| --- | ------------- | --------- |
| Австрия (IFPI Austria)                                                                                                   | Золотой       | 10 000*   |
| Бельгия (BEA) | Золотой       | 15 000*   |
| Бразилия (ABPD) | Золотой       | 20 000*   |
| Канада (Music Canada) | Платиновый    | 80 000^   |
| Финляндия (Musiikkituottajat)                                                                                            | Золотой       | 13,304    |
| Франция (SNEP) | 2× Платиновый | 200 000*  |
| Германия (BVMI) | Золотой       | 100 000^  |
| Греция (IFPI Greece) | Платиновый    | 6000^     |
| Венгрия (Mahasz) | 2× Платиновый | 12 000^   |
| Италия (FIMI) | Золотой       | 30 000*   |
| Нидерланды (NVPI) | Золотой       | 25 000^   |
| Польша (ZPAV) | Бриллиантовый | 100 000*  |
| Россия (NFPF) | 2× Платиновый | 20 000*   |
| Швеция (GLF) | Золотой       | 20 000    |
| Швейцария (IFPI Switzerland)                                                                                             | Платиновый    | 30 000^   |
| Великобритания (BPI) | Золотой       | 116,672   |
| США (RIAA) | Платиновый    | 1,300,000 |
| * Данные о продажах приведены только на основе сертификации. ^ Данные о тиражах приведены только на основе сертификации. |               |           |